# Next Industry
Next Industry (eigene Schreibweise: next Industry) ist eine Fachzeitschrift der Vogel Communications Group, die die digitale Transformation thematisiert.

## Inhalt
Als monothematisches Magazin widmet sich Next Industry Themen der digitalen Transformation und beleuchtet diese aus dem Blickwinkel der Branchen: Automotive, Chemie & Life Sciences, Elektrotechnik, IT und Maschinenbau. Next Industry richtet sich thematisch an Mitarbeiter des Managements.
Gastautoren aus der Zielgruppe informieren über Technologien und Anwendungen und untersuchen Erfolgsfaktoren. Das Fachmedium bezieht Informationen aus der Kooperation der Fachmedienmarken und zugehörigen Redaktionen der Vogel Communications Group. Neben der Print-Ausgabe der Fachzeitschrift informiert Next Industry auch über eine Webseite.

## Events
„The Future Code“ ist eine zweitägige Veranstaltung von Next Industry, welche Transformationsthemen der Industrie und des deutschen Mittelstands adressiert. Die Veranstaltung soll Marktteilnehmer beim Aufbau von Zukunftsmärkten begleiten.

## Auszeichnungen
„Fachmedium des Jahres 2019“ in der Kategorie „Beste Neugründung“ (Deutsche Fachpresse)
„European Magazine Award 2020“ in der Kategorie „B2B Media“